# Aspila tergemina
Aspila tergemina är en fjärilsart som beskrevs av Felder 1874. Aspila tergemina ingår i släktet Aspila och familjen nattflyn. Inga underarter finns listade i Catalogue of Life.